# 篠原慎
篠原 慎（しのはら まこと、1934年 - ）は、日本の翻訳家。
青山学院大学英米文学科卒業。
フランス映画の字幕翻訳で有名な秘田余四郎に師事。字幕翻訳を学んだ後テレビの吹替翻訳に転向。
『バークにまかせろ』『0011ナポレオン・ソロ』『かわいい魔女ジニー』などのヒット作テレビドラマの翻訳を手がける。
のち文芸翻訳家となり、フレデリック・フォーサイスを2008年まで一貫して翻訳、ほかにサスペンス小説を主として翻訳している。

## 翻訳
- 『諜報員アシェンデン』（サマセット・モーム、角川文庫） 1969年
- 『この完全なる時代』（アイラ・レヴィン、角川書店） 1970年
- 『夕陽に向って走れ』（ハリー・ロートン、角川文庫） 1970年
- 『アイルランドで殺せ』（マイケル・ケニアン、角川文庫） 1970年
- 『悪魔のワルツ』（フレッド・M・スチュワート、角川書店） 1971年
- 『不死製薬株式会社』（フレッド・M・スチュワート、角川書店、海外ベストセラー・シリーズ） 1971年
- 『黒の捜査線』（クリス・ストラットン、角川文庫） 1971年
- 『フレンチ・コネクション』（ロビン・ムーア、角川書店） 1972年
- 『ウェスト・サイド物語』（アービング・シュルマン、角川文庫） 1972年
- 『悲しみの街角』（ジェイムズ・ミルズ、角川文庫） 1972年
- 『おかしなおかしな大泥棒』（テレンス・ロア・スミス、角川文庫） 1973年
- 『コッチおじさん』（キャサリン・トプキンス、角川文庫） 1973年
- 『キングス・ロード』（マリエラ・ノヴォトニー、角川書店） 1974年
- 『頭脳破壊』（キット・ペドラー,ジェリー・ディヴィス、角川書店） 1975年
- 『軍隊マフィア』（ロビン・ムーア、角川書店、海外ベストセラー・シリーズ） 1975年
- 『ミュータント59』（キット・ペドラー,ジェリー・デイヴィス、角川書店、海外ベストセラー・シリーズ） 1975年
- 『法王の身代金』（ジョン・クリアリー、角川書店） 1976年、のち角川文庫
- 『マサダ・プラン』（レナード・ハリス、角川書店） 1977年
- 『大油田』（サミュエル・エドワーズ、角川書店） 1979年
- 『リスボン、赤い夏』（マーティン・ウォーカー、角川書店） 1981年
- 『女王陛下よ永遠なれ』（ウィリアム・F・バックリー、角川書店） 1981年
- 『なにかが起こった』（ジョーゼフ・ヘラー、角川書店） 1983年
- 『レモン色の戦慄』（ジョン・D・マクドナルド、角川文庫） 1983年
- 『公園はおれのもの』（スティーヴン・ピータース、角川書店） 1986年
- 『[[ゲーム・オーバー (シェフの本)|ゲーム・オーバー - 任天堂帝国を築いた男たち]]（英語版）』（デヴィッド・シェフ、角川書店） 1993年
- 『悪魔のワルツ』（フレッド・M・スチュワート、角川ホラー文庫） 1993年
- 『復讐のオデュッセイア』（イアン・S・ジェイムズ、角川文庫） 1995年
- 『モスクワ・コネクション』上・下（ロビン・ムーア、角川文庫） 1995年
- 『テイクオーバー』（スティーヴン・W・フライ、徳間書店） 1996年
- 『メグ』（スティーヴ・オルテン、角川書店） 1997年、のち改題『メガロドン』（角川文庫）
- 『紅の華網』（リサ・シー、角川文庫） 1998年
- 『モーセの遺命』（ジョン・S・マー,ジョン・ボールドウィン、角川書店） 1999年
- 『隠された神の山 モーセの遺産を追え』（ハワード・ブルム、角川書店） 1999年、のち改題『モーセの秘宝を追え!』（角川文庫）
- 『ダ・ヴィンチ贋作計画』（トーマス・スワン、角川文庫） 2002年
- 『カンビュセス王の秘宝』（ポール・サスマン、角川文庫） 2003年

### フレデリック・フォーサイス
特に断わりのないものは角川書店刊、のち角川文庫
- 『ジャッカルの日』 1973年 - 映画版の吹替翻訳も担当した
- 『オデッサ・ファイル』 1974年
- 『戦争の犬たち』 1975年
- 『シェパード』 1975年
- 『悪魔の選択』 1979年
- 『ビアフラ物語 飢えと血と死の淵から』（角川選書） 1981年
- 『帝王』 1982年
- 『第四の核』 1984年
- 『ネゴシエイター』 1989年
- 『騙し屋』 1991年
- 『売国奴の持参金』 1991年
- 『戦争の犠牲者』 1991年
- 『カリブの失楽園』 1991年
- 『神の拳』 1994年
- 『イコン』 1996年
- 『マンハッタンの怪人』 2000年
- 『戦士たちの挽歌』 2002年
- 『アヴェンジャー』 2004年
- 『囮たちの掟』 2004年
- 『アフガンの男』 2008年

### チェスター・ハイムズ
- 『ロールスロイスに銀の銃 』（チェスター・ハイムズ、角川文庫） 1971年
- 『暑い日暑い夜 』（チェスター・ハイムズ、角川文庫） 1971年
- 『夜の熱気の中で 』（チェスター・ハイムズ、角川文庫） 1972年
- 『聖者が街にやってくる 』（チェスター・ハイムズ、角川書店） 1975年

### ロバート・ラドラム
- 『マタレーズ暗殺集団 』（ロバート・ラドラム、角川書店） 1982年、のち角川文庫
- 『殺戮のオデッセイ』（ロバート・ラドラム、角川文庫） 1986 - 1987年
- 『血ぬられた救世主』（ロバート・ラドラム、角川文庫） 1988年
- 『最後の暗殺者』（ロバート・ラドラム、角川文庫） 1990 - 1991年
- 『白き鷹の荒野』（ロバート・ラドラム、角川文庫） 1992年
- 『マタレーズ最終戦争』（ロバート・ラドラム、角川文庫） 2000年

### スティーヴ・シャガン
- 『ザ・サークル』（スティーヴ・シャガン、角川書店） 1984年
- 『発掘』（スティーヴ・シャガン、角川書店） 1985年
- 『復讐』（スティーヴ・シャガン、角川書店） 1988年
- 『円環』（スティーヴ・シャガン、角川文庫） 1988年
- 『火の柱』（スティーヴ・シャガン、角川文庫） 1990年